# 雅辛章
雅辛章（阿拉伯语：يس），是古兰经第36章，共有83节，屬於麥加篇章，但有學者認為第12節是麥地那篇章。
本章以縮寫字母穆卡塔（yā sīn）開始，為第一節的兩個字母，故以此為章名。這引起不少學術爭論，在遜尼派經注哲拉萊尼經注表示「真神最知道這些（字母）的含義」。
本章重點在宣示可蘭經是來自真神的訊息，並警告那些偽造神的啟示的人的命運且難以改變。本章並描述異教徒歷代的折磨是對世人和未來的警告。此外，本章並以真神在大自然中製造的訊息覆述真神的至高無上。本章以支持「復活」的存在及真神至高無上的權力結尾。